# Xingzhongite
La xingzhongite (simbolo IMA: Xin) è un minerale del supergruppo dello spinello e in particolare dei tiospinelli, nella cui famiglia occupa un posto nel sottogruppo della linnaeite; appartiene alla classe minerale dei "solfuri e solfosali" con composizione chimica Pb2+Ir3+2S4.
La xingzhongite, inizialmente presentata nel 1974 e approvata dall'Associazione Mineralogica Internazionale (IMA) nel 1980, è considerata un minerale questionable, cioè ancora oggetto di indagine: pertanto la sua natura di specie mineralogica a sé è in dubbio.

## Etimologia e storia
Il nome è dovuto al luogo della sua prima scoperta, un sito non ben precisato in letteratura e che si trova in Cina.

## Classificazione
Nella Sistematica dei lapis (Lapis Systematik) di Stefan Weiß la xingzhongite è elencata nella classe dei "solfuri e solfosali" e nella sottoclasse dei "solfuri con [il rapporto di massa] metallo:S,Se,Te < 1:1", dove il minerale insieme a cuprorhodsite, cuproiridsite, malanite, ferrorodsite e kingstonite forma il numero di sistema II/D.02.
La nona edizione della classificazione dei minerali di Strunz, aggiornata dall'IMA fino al 2009, elenca la xingzhongite nella classe "2. Solfuri e solfosali (solfuri, seleniuri, tellururi; arseniuri, antimoniuri, bismuturi; solfoarseniuri, solfoantimonuri, solfobismuturi, ecc.)" e nella sottoclasse "2.D Solfuri metallici, M:S = 3:4 e 2:3"; questa viene ulteriormente suddivisa in base al rapporto tra metallo (M) e zolfo (S) in modo che la xingzhongite possa essere trovata nella sezione "2.DA M:S = 3:4" dove insieme a cadmoindite, cuproiridsite, cuprokalininite, cuprorhodsite, ferrorodsite, fletcherite, florensovite, greigite, kalininite, indite, malanite, trüstedtite, bornhardtite, carrollite, daubréelite, linnaeite, polidimite, siegenite, tyrrellite e violarite forma il sistema nº 2.DA.05.
Tale classificazione è mantenuta anche nell'edizione successiva, proseguita dal database "mindat.org" e chiamata Classificazione Strunz-mindat dove ai minerali già citati si aggiungono berndlehmannite, joegoldsteinite, nickeltyrrellite e shiranuiite.
Anche la classificazione dei minerali secondo Dana, utilizzata principalmente nei paesi di lingua inglese, classifica la xingzhongite nella classe dei "solfuri e solfosali" e lì nella sottoclasse dei "minerali solfuri"; la si trova nel sistema 02.08.04 nella sottosezione dei "solfuri - inclusi seleniuri e tellururi dove AmBnXp, con (m+n):p=1:1".

## Abito cristallino
La xingzhongite cristallizza nel sistema cubico con il gruppo spaziale Fd3m (gruppo nº 227) con la costante di reticolo a = 9,970 Å, oltre ad avere 8 unità di formula per cella unitaria.

## Origine e giacitura
La xingzhongite è stata trovata nei minerali di platino contenenti dunite, correlati alla mineralizzazione del cromo; è in paragenesi con leghe di platino-ferro, osmiridio, iridosmina, osmio nativo, iridio nativo, erlichmanite, cooperite, irarsite, osarsite, cromite, magnetite, pirite, olivina, serpentino e talco.
La xingzhongite è un minerale piuttosto raro ed è stata trovata solo in pochi siti: oltre alla sua località tipo (non ben definita) in Cina, il minerale è stato rinvenuto anche a Enontekiö (Finlandia); Koumac (Francia); nella regione di Aqtöbe (Kazakistan); negli oblast' di Čeljabinsk, di Kemerovo e di Sverdlovsk (Russia); a Goodnews Bay (Alaska, Stati Uniti).

## Forma in cui si presenta in natura
La xingzhongite si forma come una sorta di contorno che si sviluppa intorno all'iridosmina; il colore del minerale è grigio acciaio che, in luce riflessa, diventa grigio bluastro. La lucentezza è metallica e ha trasparenza opaca.